# Assistant au trône pontifical
Pour les articles homonymes, voir Trône (homonymie).
 (novembre 2018).
Si vous disposez d'ouvrages ou d'articles de référence ou si vous connaissez des sites web de qualité traitant du thème abordé ici, merci de compléter l'article en donnant les références utiles à sa vérifiabilité et en les liant à la section « Notes et références ».
Assistant au trône pontifical était un titre ecclésiastique de l'Église catholique romaine et une fonction de la Chapelle pontificale. 

## Historique
Le titre désignait des prélats appartenant à la chapelle papale, qui se tenaient près du trône du Pape lors de cérémonies solennelles. Le titre n'a plus été utilisé depuis que le pape Paul VI a publié son motu proprio Pontificalis Domus le 28 mars 1968, qui a réformé la Cour papale en la renommant "Maison papale" et en a supprimé tous les titres de noblesse antérieurs. Sauf indication contraire, tous les assistants au trône pontifical sont immédiatement entrés dans la noblesse pontificale en tant que comtes de Rome. Les assistants au trône pontifical se classèrent immédiatement en dessous du Collège des cardinaux et étaient également des comtes du palais apostolique.

## Exemples
- Pierre-Joseph Hurth, CSC (1857-1935) : archevêque titulaire de Bosra, évêque missionnaire au Bengale oriental (actuel Bangladesh) et à Vigan (Philippines). Élevé au rang d'assistant au trône pontifical et de comte romain en 1926.